# Ivan Ramón Folch I.
Ivan Ramón Folch I. (katalonski Joan Ramon Folc I; 3. siječnja 1375. – 11. travnja 1441.) bio je grof Cardone i vikont Villamura, koji je vladao od 1400. do svoje smrti.

## Obitelj
Ivan je bio sin grofa Huga II. od Cardone i njegove supruge, dame Beatrice od Lune, te stariji brat gospi Leonore i Violante. (Hugo je bio prvi grof svoga mjesta.)
Prva Ivanova supruga bila je Ivana od Gandíje, kći Don Alfonsa od Aragonije i njegove supruge, Violante d'Arenós i Cornel.
Ivana i Ivan su bili roditelji Ivana Ramóna Folcha II., koji je rođen u Arbeki. On je bio očev nasljednik te suprug Ivane od Pradesa, unuke Don Ivana Aragonskog.
Ostala djeca Ivane i Ivana su bila:
- Hugo od Cardone[2]
- Ivana od Cardone
- Ivan Franjo Folch[3]
- Leonora od Cardone
- Petar (Pere) od Cardone

Druga supruga grofa Ivana I. bila je gospa Beatrica od Pallarsa. Ovo su njihova djeca:
- Beatrica
- Antonio
- Violanta[4]
- Ivan od Cardone i Pallarsa